# مدل‌های ارزیابی وب‌سایت
مدل‌های ارزیابی وب‌سایت به روش‌هایی گفته می‌شود که بر اساس موارد مختلف میزان اعتبار یا صحت اطلاعات یک وب‌سایت را می‌سنجند.

## معیارها

### معیار سیلبرگ
این معیار توسط سیلبرگ تدوین گردیده‌است. برای هر وب‌سایت نمره سیلبرگ با استفاده از سیاهه معیارهای سیلیبرگ به دست می‌آید. به این ترتیب که در ردیف‌های یک الی نه مشخص می‌گردد که آیا موارد مشخص شده در وب‌سایت وجود دارد یا خیر. این موارد عبارتند از:
1. منابع استفاده شده در تدوین مطالب وب‌سایت
2. نام نویسندگان
3. وابستگی مؤسساتی نویسندگان
4. مدارک و درجات علمی نویسندگان
5. وجود افشاگر در وب‌سایت
6. نام تأمین‌کننده مالی وب‌سایت
7. نام مالکیت حقوق مادی و معنوی وب‌سایت
8. تاریخ ایجاد وب‌سایت
9. تاریخ آخرین به‌روزرسانی یا بسامد به‌روزرسانی وب‌سایت

برای هر یک از موارد مشخص شده یک امتیاز در نظر گرفته می‌شود و جمعاً نه امتیاز به وب‌سایتی که تمامی موارد را رعایت کرده باشد، اختصاص می‌یابد. هر وب‌سایت بر اساس رعایت معیار سیلبرگ نمره‌ای را به خود اختصاص خواهد داد. در صورتی که مشخصات فوق در وب‌سایتی رعایت شده باشد کاربر می‌تواند به‌طور نسبی به اطلاعات این وب‌سایت اعتماد کند و در غیر این صورت به او توصیه می‌شود حتی المقدور از وب‌سایت دیگری که این موارد را رعایت کرده باشد برای گرفتن اطلاعات استفاده کند.

### معیار دیسرن
این معیار توسط بخش بهداشت عمومی و بخش مراقبت‌های بهداشتی اولیه دانشگاه آکسفورد تدوین شده‌است. این سیاهه حاوی ۱۶ سؤال در سه بخش مجزا است. در هر سؤال نمره پنج برای بالاترین گزینه و نمره یک برای گزینه آخر اختصاص می‌یابد. نمره دو الی چهار به پاسخ‌های بین این دو اختصاص می‌یابد. در مجموع به وب‌سایتی که تمامی معیارها را رعایت کرده باشد ۸۰ امتیاز اختصاص می‌یابد و ۱۶ امتیاز به وب‌سایتی که هیچ‌یک از معیارها را رعایت نکرده‌است، داده می‌شود. این سیاهه دارای سه بخش است:
1. اعتبار انتشارات: این بخش خود شامل هشت عامل به شرح زیر است.
  1. مشخص بودن اهداف وب‌سایت
  2. میزان دستیابی وب‌سایت به اهداف اعلام شده
  3. مرتبط بودن مطالب وب‌سایت
  4. منابع مطالب وب‌سایت
  5. تاریخ تولید مطالب وب‌سایت
  6. تعادل و عدم سوءگیری در مطالب وب‌سایت
  7. جزئیات منابع پشتیبانی‌کننده اطلاعات
  8. ارجاع وب‌سایت به مطالب مورد تردید و نامعلوم
2. کیفیت اطلاعات: این بخش در مورد کیفیت اطلاعات دربارهٔ روش‌های درمانی و انتخاب‌های ممکن پژوهش انجام می‌دهد. برای این منظور از موارد زیر استفاده می‌کند.
  1. اشاره وب‌سایت به چگونگی کارکرد روش‌های درمانی
  2. توضیح مزایای روش‌های درمانی
  3. اشاره به خطرات احتمالی روش‌های درمانی
  4. توضیح وب‌سایت در مورد مضرات عدم استفاده از روش‌های درمانی
  5. چگونگی اثرگذاری روش‌های درمانی بر کیفیت کل زندگی
  6. وجود بیش از یک روش درمانی در مورد بیماری‌ها
  7. پشتیبانی و حمایت وب‌سایت برای مشارکت در تصمیم‌گیری
3. رتبه‌بندی کلی انتشارات: در حوزهٔ رتبه‌بندی کلی انتشارات عمل می‌کند و وب‌سایت را به عنوان یک منبع اطلاعاتی دربارهٔ روش‌های درمانی رتبه‌بندی می‌کند.[۱][۲]

### معیار هون کد
مؤسسه هون کد یکی از مؤسساتی است که از نشان تأیید کیفی برای ارزیابی وب‌سایت حاوی اطلاعات بهداشتی و پزشکی استفاده می‌کند و از معتبرترین معیارهای ارزیابی کیفیت وب‌سایت‌های بهداشتی است. این معیار توسط بخش بهداشت وب بنیان مؤسسه هون تدوین شده که عبارت از ۱۴ سؤال بر اساس هشت اصل اعتبار مدارک، هدفمندی وب‌سایت، محرمانگی، معرفی منابع، روایی، مشخص کردن جزئیات در مورد نویسنده، حمایتگر مالی وب‌سایت و سیاست درج آگهی است. مؤسسه هون به وب‌سایت‌هایی که پس از ارزیابی مورد تأیید بوده‌اند بر اساس محتویات وب‌سایت، اجازه استفاده از آرم «هون کد» را به عنوان نشان تأییدی بر محتوای وب‌سایت می‌دهد.
نحوه امتیازدهی در این سیاهه به این صورت است که برای هریک از سؤالات چهارده‌گانه آن سیاهه امتیاز «یک» در نظر گرفته شده که وب‌سایت‌ها در صورت عدم احراز آن شرط نمره منفی «یک» از آن سؤال دریافت می‌کنند و در نهایت نمره این سیاهه از مجموع نمره‌های مثبت و منفی به دست خواهد آمد.
هشت اصل این سیاهه به قرار زیر است:
اصل اول: اطلاعات باید دارای مؤلف مستند باشد.
اصل دوم: هدف از ایجاد وب‌سایت باید مشخص باشد.
اصل سوم: محرمانگی و خصوصی بودن اطلاعات باید لحاظ شود.
اصل چهارم: اطلاعات باید مستند باشد (مراجع و تاریخ‌ها داده شود).
اصل پنجم: مجوز ادعاها ذکر شده باشد.
اصل ششم: جزئیات تماس با وب‌سایت درج شده باشد.
اصل هفتم: افشاگر منابع مالی توضیح داده باشد.
اصل هشتم: سیاست درج آگهی‌ها در وب‌سایت ثبت شده باشد.

### مدل ای کوال
طبق تعریفی که در پایگاه اینترنتی اختصاص یافته به وب کوال آمده‌است، وب کوال ابزاری جهت اندازه‌گیری کاربرد پذیری یا قابلیت استفاده، کیفیت اطلاعات و کیفیت تعامل خدمات وب سایت‌ها در محیط اینترنت می‌باشد، بالاخص در مورد وب سایت‌هایی که تسهیلات تجارت الکترونیکی را فراهم می‌آورند. در تعریف دیگر، وب کوال به عنوان رویکردی تعریف شده‌است که کیفیت وب سایت‌ها را از دیدگاه کاربران ارزیابی می‌کند. در بررسی تاریخچه و روند شکل‌گیری وب کوال، منابع و متون مختلف ازدیدگاه‌های گوناگون بدان پرداخته‌اند. وب کوال بر اساس مفهومی تحت عنوان «توسعه کارکرد کیفیت» قرار دارد. توسعهٔ کارکرد کیفیت را منابع مختلف به صورت‌های گوناگون تعریف کرده‌اند. بر اساس تعریفی که در وب سایت مؤسسه توسعه کارکرد کیفیت در این باره آمده، توسعه کارکرد کیفیت عبارت است از:
1. درک نیازهای کاربران
2. تفکر در باب سیستم‌های کیفیت، روان‌شناسی و معرفت‌شناسی
3. افزایش کیفیت بهینه یا کیفیت مثبت در سیستم (مانند توسعه نقاط قوت و فرصت‌ها) که به نوبهٔ خود افزایش دهنده ارزش بازده در مجموعه می‌باشد.
4. سیستم کیفیت جامع برای رضایتمندی کاربر
5. راهبردی برای در رأس امور بودن.

کاربرد توسعه کارکرد کیفیت با به دست آوردن نظرات کاربران آغاز می‌شود که به نوعی مشخص نمودن ترتیب اولویت‌های کیفیت است از طریق به‌کارگیری کلماتی که برای کاربر دارای معنی و مفهوم می‌باشد. سپس این موارد به صورت باز خورد به کاربر بازمی‌گردد و مبنایی را برای ارزیابی کیفیت محصولات یا خدمات شکل می‌دهد. اساس شکل‌گیری وب کوال و توسعه آن در سال ۱۹۹۸ و با به‌کارگیری داده‌های کیفی حاصل از مطالعات گروهی می‌باشد. در این مطالعات گروهی با ارزیابی وب سایت‌های مدارس بازرگانی، مفهوم کیفیت اطلاعات ارائه شده توسط صفحات وب بیش تر از مفاهیم دیگری همچون موضوعات بازرگانی و تجاری مورد بررسی قرار گرفته‌است. در حقیقت، وب کوال از آغاز پیدایش خود و نزدیک به زمانی قریب به ده سال، ویرایش‌های مختلفی به خود دیده‌است و در پژوهش‌های گوناگون، با توجه به جامعه مورد مطالعه و نیازهای موجود از انواع مختلف آن استفاده شده‌است. می‌توان به ترتیب آن‌ها را وب کوال ۱، ۲، ۳، ۴ نامید. در اولین مدل و در پرسشنامه‌های آغازین وب کوال، این ابزار متشکل از ۴ بعد، ۱۲ سازه و ۳۵ مؤلفه بود که ۴ بعد آن به ترتیب سودمندی، سهولت استفاده، سرگرمی و ارتباط متقابل نام داشتند. این پرسشنامه، پایه و اساس سایر انواع نسخه‌های وب کوال در طراحی‌های بعد گردید. به طوری که در نسخه‌های اخیر، این مدل که به‌ای – کوال تغییر نام داده‌است، چهارچوب کلی خود را از وب کوال حفظ نموده و در برخی از ابعاد و مؤلفه‌های آن تغییراتی به وقوع پیوسته‌است.
مدل ای-کوال نیز بر پایه توسعه کارکرد کیفیت قرار دارد. در ساختار ای-کوال از کاربران وب سایت‌ها خواسته می‌شود تا وب سایت‌های مورد بررسی را بر اساس فهرستی از موارد بیانگر کیفیت، ارزیابی کنند و این وب سایت‌ها را بر اساس میزان اهمیتی که برایشان دارد، رتبه‌بندی نمایند. ای-کوال، چندین مرتبه در معرض تغییر و تکرار قرار داده شده‌است. در بررسی‌های انجام شده، نسخه اخیر وب کوال ۴ به عنوان ای-کوال تغییر نام یافته‌است که بر پایه تجزیه و تحلیل‌های وب کوال ۳ قرار دارد و از طریق انجام مطالعات گسترده، جهت حمایت و غنای هر چه بیشتر ابعاد آن به دست آمده‌است. تغییر عمده این مدل، افزایش تأکید بر کاربردپذیری نسبت به سایر موارد همچون کیفیت سایت است. همچنین در این مدل بر روی تجارب کاربر و ویژگی‌های سایت تأکید بیش تری دارد. ای – کوال در حقیقت به عنوان ابزاری جهت ارزیابی برداشت‌های کاربران از کیفیت وب سایت‌های تجارت الکترونیکی به وجود آمد و توسعه یافت. این ابزار از همان زمان شکل‌گیری وب کوال در مسیر توسعه و گسترش قرار گرفت و از طریق اجرا در حوزه‌های مختلفی همچون دولت الکترونیکی و تجارت الکترونیکی مورد استفاده واقع شد.
در کشورهای مختلف نیز سازمان‌های گوناگونی برای ارزیابی فاکتورهای نامبرده شده بوجود آمده‌است. به عنوان در کشور ایران، اتحادیه رسمی کسب و کارهای اینترنتی شروع بکار کرده‌است که با ارزیابی فاکتورهای مختلف، نماد اطمینان به وب سایت موردنظر اعطا می‌کند. این نماد و مجوز، به کاربران اینترنت نیز اطمینان می‌دهد تا از وب سایت‌ها و نرم‌افزارهای فروشگاه اینترنتی بازدید نموده و از آن‌ها خرید اینترنتی انجام دهند. حتی این سازمان هر ساله لیستی از بهترین وب سایت‌ها در حوزه‌های مختلف از قبیل بهترین وب سایت‌های خرید بلیط هواپیما، گوشی تلفن همراه، رزرو نوبت دکتر، رزرو هتل و … ارائه می‌دهد که از طریق وبگاه رسمی آن قابل مشاهده برای همگان خواهد بود.